# Aškerčeva domačija
Aškerčeva domačija je domačija, na kateri je pesnik Anton Aškerc preživel mladost. Stoji v zaselku Senožete pri Rimskih Toplicah.
Pesnik se je sicer leta 1856 rodil v Globokem, na domačiji svoje matere. Ta hiša ne stoji več. Družina se je v Senožete preselila leta 1859, v tej hiši na Senožetah sta se rodila tudi pesnikov oče in ded. Zdaj je celotna domačija spremenjena v muzej bivalne kulture in o pesnikovem delu.
V hiši so veža, kamra, črna kuhinja in še en bivalni prostor, domačija pa poleg nje obsega še kaščo, toplar in sušilnico za sadje.